# Orchestre symphonique de Détroit
L'Orchestre symphonique de Détroit (en anglais Detroit Symphony Orchestra) est l'un des orchestres symphoniques américains parmi les plus réputés. 

## Historique
Fondé en 1914, la radio a retransmis le premier concert en mondiodiffusion le 10 février 1922 avec Artur Schnabel au piano. Soutenu par l'industrie automobile et son principal acteur à Détroit, la compagnie Ford, les concerts de l'orchestre sont radiodiffusés sur l'ensemble du territoire américain.
De nombreux concerts en direct sont diffusés ainsi que concerts à destination des enfants (à partir de 1926). 
Jusqu'en 1919, l'orchestre se produit principalement au Detroit Opera House puis à l'Orchestra Hall. De 1956 à 1989, le Ford Auditorium accueille l'orchestre, jusqu'au retour à l'Orchestra Hall rénové, à l'acoustique appropriée.

## Directeurs musicaux
- Leonard Slatkin (depuis 2008)
- Neeme Järvi (1990-2005)
- Günther Herbig (1984-1990)
- Antal Doráti (1977-1981)
- Aldo Ceccato (1973-1977)
- Sixten Ehrling (1963-1973)
- Paul Paray (1951-1962)
- Karl Krueger (1944-1949)
- Victor Kolar (1940-1942)
- Ossip Gabrilowitsch (1918-1936)
- Weston Gales (1914-1917)

## Discographie
L'enregistrement du Sacre du printemps d’Igor Stravinsky remporte le grand prix du disque de l'Académie Charles-Cros.
Sous la baguette de Paul Paray, de nombreux disques de référence ont été gravés, dont la Symphonie fantastique d'Hector Berlioz, la Symphonie d'Ernest Chausson et l'Arlésienne de Georges Bizet.
Antal Doráti a de son côté enregistré les poèmes symphoniques de Piotr Ilitch Tchaïkovski et les œuvres orchestrales d'Aaron Copland.
Enfin, de Neeme Järvi, on pourra citer l'intégrale des symphonies de Franz Schmidt.